# 馬羅馬峰
36°54′7″N 4°2′40″W / 36.90194°N 4.04444°W

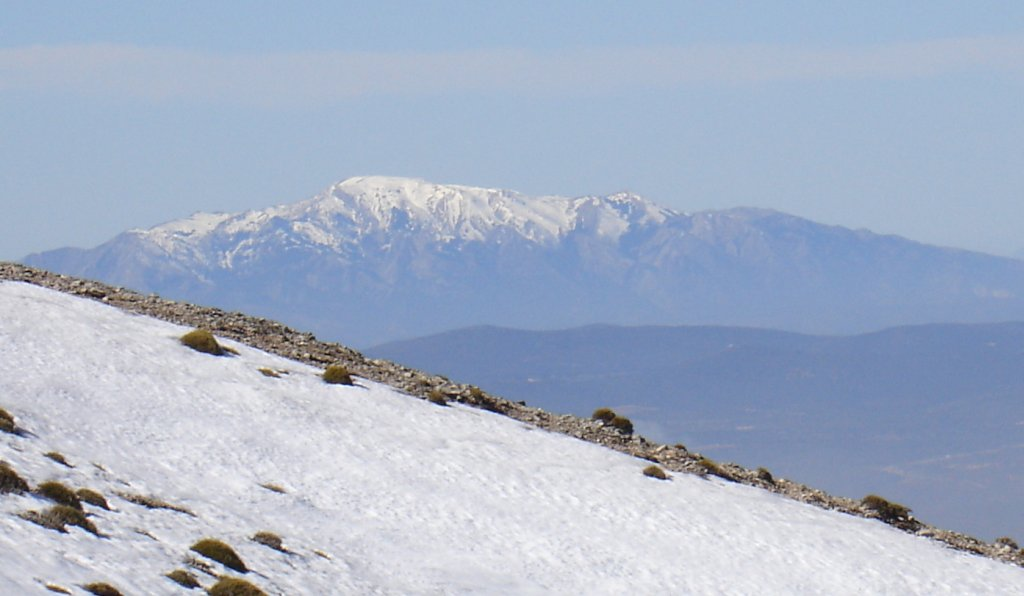

馬羅馬峰（西班牙語：La Maroma），是西班牙的山峰，位於格拉納達省和馬拉加省之間，屬於佩尼貝蒂科山脈的一部分，海拔高度2,066米，是特赫達山脈的最高點。